# Apéritif des rois
L'apéritif des rois est une manifestation organisée lors de l’Épiphanie par plusieurs associations du canton de Fribourg et listée comme tradition vivante du canton.

## Historique
Des aquarelles de la fin du XVIIIe siècle représentent la compagnie des « grenadiers bleus » et celle des « grenadiers maures » qui paradaient lors de la Fête des Rois. Les « grenadiers maures » se grimaient le visage pour rendre hommage à Balthazar.
Cette tradition a été reprise ensuite par des sociétés musicales, par des associations locales ou des partis politiques qui organisent, à cette occasion, un apéritif permettant de rassembler leurs membres ainsi que les autorités locales.

## Liens
- « Apéritif des rois », sur fr.ch